# Prevalle
Prevalle é uma comuna italiana da região da Lombardia, província de Bréscia, com cerca de 5.097 habitantes. Estende-se por uma área de 9 km², tendo uma densidade populacional de 566 hab/km². Faz fronteira com Bedizzole, Calvagese della Riviera, Gavardo, Muscoline, Nuvolento, Paitone.

## Demografia
| Variação demográfica do município entre 1861 e 2011                               |
|                                                                                   |
| Fonte: Istituto Nazionale di Statistica (ISTAT) - Elaboração gráfica da Wikipedia |